# Pyrenacantha malvifolia
Pyrenacantha malvifolia är en tvåhjärtbladig växtart som beskrevs av Adolf Engler. Pyrenacantha malvifolia ingår i släktet Pyrenacantha och familjen Icacinaceae. Inga underarter finns listade i Catalogue of Life.